# 亞伯勒蘭丁 (阿肯色州)
亞伯勒蘭丁（英語：Yarborough Landing）是位於美國阿肯色州利特爾里弗縣的一個人口普查指定地區。

## 地理
亞伯勒蘭丁的座標為33°43′14″N 94°01′06″W / 33.72056°N 94.01833°W，而該地最高點為海拔高度94米（即308英尺）。

## 人口
根據2020年美國人口普查的數據，亞伯勒蘭丁的面積為5.64平方千米，當中陸地面積為5.61平方千米，而水域面積為0.03平方千米。當地共有人口457人，而人口密度為每平方千米81人。